# Charles Haley
Charles Lewis Haley (* 6. Januar 1964 in Gladys, Virginia) ist ein ehemaliger US-amerikanischer American-Football-Spieler auf den Positionen des Defensive Ends sowie des Linebackers. Er spielte für die San Francisco 49ers und die Dallas Cowboys in der National Football League (NFL), wurde fünfmal in den Pro Bowl gewählt und ist mit fünf Siegen nach Tom Brady, der sieben Super Bowls holte, der zweiterfolgreichste Titelsammler in der Geschichte der NFL. 2015 wurde er in die Pro Football Hall of Fame gewählt.

## Karriere
Haley wurde im NFL Draft 1986 von den San Francisco 49ers als 96. Spieler ausgewählt. Auf Anhieb etablierte sich Haley als verlässlicher Allrounder, der je nach Verteidigungsformation entweder Defensive End oder linker äußerer Linebacker (LOLB) spielte und 100,5 Sacks verbuchte. Mit dem Team um Coach Bill Walsh und den beiden Quarterbacks Joe Montana und Steve Young sowie Safety Ronnie Lott gewann Haley den Super Bowl XXIII und den Super Bowl XXIV und wurde zweimal in den Pro Bowl gewählt. Nachdem er sich mit Teilen der Mannschaft zerstritt, wechselte er 1992 zu den Dallas Cowboys.
Mit dem Team um Head Coach Jimmy Johnson und den „Triplets“ Troy Aikman (Quarterback), Michael Irvin (Wide Receiver) und Emmitt Smith (Runningback) holte er drei weitere Teilnahmen im Pro Bowl und drei weitere NFL-Titel, den Super Bowl XXVII, den Super Bowl XXVIII und den Super Bowl XXX. Somit wurde Haley der erste Profi der NFL-Geschichte mit fünf Super-Bowl-Siegen. In späteren Jahren bekam Haley Verletzungsprobleme, weswegen er 1997 seine Karriere kurzzeitig beendete, aber danach noch zwei Jahre für die 49ers spielte.
Für seine Leistungen wurde Charles Haley 2011 in den Dallas Cowboys Ring of Honor und in die College Football Hall of Fame aufgenommen. 2015 folgte die Aufnahme – nach gescheiterten Wahlen 2010 und 2011 – in die Pro Football Hall of Fame.

## Privatleben
Haley war mit seiner Frau Karen verheiratet und hat mit ihr vier Kinder, ist aber mittlerweile geschieden. Haley hat eine Bipolare Störung, die während seiner ganzen Karriere (auch durch sein eigenes Versäumnis, wie er selbst zugab) kaum behandelt wurde und ihn zu einem höchst bizarren Charakter machte. Der Sportjournalist Jeff Pearlman, der 2008 das Dallas-Cowboys-Buch Boys will be Boys herausbrachte, beschrieb Haley als „obszönen Exhibitionisten, sozialen Analphabeten und jähzornigen, bösartigen Charakter“. Nach erfolgreicher Therapie akzeptiert Haley diese Meinung und hat sich bei vielen Kollegen entschuldigt, aber sein Verhalten als Spieler wird als Hauptgrund genannt, weswegen Haley trotz seiner einmaligen Trophäensammlung für lange Zeit nicht in die Pro Football Hall of Fame gewählt wurde.